# Karl Vilhelm Nielsen
 For alternative betydninger, se Carl Nielsen (flertydig). (Se også artikler, som begynder med Carl Nielsen)
Karl Vilhelm Nielsen (født 19. oktober 1944 i Terndrup, opvokset i Aalborg) er formand for og medstifter af Dansk Handicap Idræts-Forbund, samt medstifter af idrætsforeningen Lavia Århus. Han blev ramt af polio nogle måneder efter sin fødsel.

## Uddannelse og erhvervskarriere
Han har realeksamen fra Vejgaard Østre Skole i 1962 og studentereksamen fra Aalborghus Statsgymnasium tre år senere. I 1974 bestod han en juridisk embedseksamen fra Aarhus Universitet.
Han blev formand for Dansk Handicap Idræts-Forbund i 1980 efter at have siddet i bestyrelsen i seks år, heraf de seneste fire år som næstformand. Han er desuden konsulent og chef for administrationen i Danmarks Psoriasis Forening, direktør for PTU - Landsforeningen af Polio-, Trafik- og Ulykkesskadede fra 1985 til 1993 og formand for foreningen Servicehunde Til Handicappede siden 1998. Han har også siddet i byrådet i Ballerup Kommune mellem 2005 og 2013, valgt for Venstre (i begyndelsen som suppleant).
Han var også medstifter af Handicapidrættens Videnscenter, som han var formand for frem til 2002. Han var næstformand for De Samvirkende Invalideorganisationer (nu Danske Handicaporganisationer) mellem 1990 og 2000 og medlem af den Internationale Paralympiske Komité fra 2005 til 2009.

## Sportskarriere
Han har spillet 60 kampe på landsholdet i kørestolsbasketball, som han var med til at indføre i Dannmark, og ti kampe på landsholdet i kørestolsrugby. Han har også vundet en bronzemedalje i bordtennis for hold. Han deltog desuden ved de Paralympiske lege i 1976, 1980 og 1984. I 1980 gennemførte han som den første dansker et maratonløb i kørestol, nemlig Copenhagen Marathon.